# Emma Kronqvist
Emma Kronqvist, född 1 september 1972, är en svensk TV-producent och TV-chef.
Innan hon blev producent syntes Kronqvist framför kameran, bland annat med en roll i TV-serien Skånska mord 1985 och som programledare för Djursjukhuset 1997-2002.
År 2002 anställdes hon av SVT som producent för bland annat program som Din släktsaga och Riket.
Hon gick senare vidare till olika chefspositioner inom företaget. År 2013 blev hon allmän-TV-chef vid SVT Malmö och från 1 september 2016 var hon även chef för allmän-TV vid SVT Göteborg och SVT Umeå.
Den 1 december 2017 lämnade hon SVT för att bli chef för det samlade TV-utbudet vid Danmarks Radio. Kronqvist lämnade DR i början av år 2020.
År 2021 blev hon chef för svenska produktionsbolaget Nexikos nya filial i Danmark.

## Källhänvisningar
1. ↑  Emma Kronqvist, Vipåtv, 1 december 2017, läs online.[källa från Wikidata]
2. ↑  DR siger farvel til tv-chef efter uenigheder (på danska), Ekstra Bladet, 6 januari 2020, läs online.[källa från Wikidata]
3. ↑  Efter storbråken: Hon blir ny chef för SVT Göteborg, 8 juni 2016, Göteborgs-Posten
4. ↑  Emma Kronqvist, Vipåtv, 1 december 2017
5. ↑  SVT-chefens oväntade toppjobb utomlands, 11 oktober 2017, Expressen
6. ↑  DR siger farvel til tv-chef efter uenigheder, Ekstra Bladet, 6 januari 2020
7. ↑  Filip & Fredriks produktionsbolag öppnar i Danmark – ska ta svenska succéer över sundet, Resumé, 8 juni 2021
8. ↑  Nexiko till Danmark: ”Vi vill helt klart ha samarbete”, News Øresund Sverige, 24 juni 2021